# Mate Ćurić
Mate Ćurić (Korita (Tomislavgrad, BiH) 16. rujna 1955.) hrvatski publicist, novinar, novinski urednik, filmski kritičar i prozaik. Piše kratke priče za djecu i odrasle, eseje, romane i drame.

## Životopis
Rođen u Koritima. U Bjelovaru završio osnovnu i srednju. U Zagrebu studirao književnost na Filozofskom fakultetu u Zagrebu. Diplomirao je bohemistiku i jugoslavistiku.
Život ga odvodi u Pulu u kojoj živi od 1978. godine. Prvo je radio u Istarskom narodnom kazalištu, potom u pulskim srednjim školama predavao književnost te u Marčani u OŠ Marčana. Početkom osamdesetih ulazi u književnost. Od 1983. je u novinarstvu. Radio je kao novinar u Glasu Istre, dnevnom listu iz Pule. Postao je afirmirano ime kao filmski kritičar i publicist. Dugogodišnji je urednik kulturne rubrike. Pisao za više časopisa.
Uređivao je istarski godišnjak "Jurina i Franina", Matici hrvatskoj Pula, suradnik Čakavskog sabora. Obnašao dužnost tajnika Matice hrvatske za Istru.
Uredio više knjiga proze i publicistike.
Književni početci su mu kratke priče za djecu i odrasle koje je objavio u godišnjaku "Jurini i Franini". U časopisu Pet i Kulturnom vjesniku u Puli objavio je književne eseje. U Glasu Istre, Novom listu, Istri, Novoj Istri, Battani i dr. neprekidno i sustavno je objavljivao književne, filmske i kazališne kritike. Ujedno je bio gotovo jedini kroničar tih zbivanja u Istri u razdoblju 1980. – 2000.  Spisateljski rad karakterizira mu ustrajanje na afirmaciji hrvatske jezične i književne tradicije i kulture. Nadahnuće je nalazio u rodnom zavičaju, bjelovarsko-bilogorskoj ravnici i multikulturalnosti.
Dionikom je brojnih kulturnih događanja u Istri, od kojih je mnoge pokrenuo. Član raznih komisija i sudačkih povjerenstava koji su imali priliku utjecati kojim će se putem razvijati hrvatska kultura i biće Poluotoka.
Suosnivač Sindikata novinara Hrvatske. Dvaput je uzastopno predsjedavao sudačkim vijećem za dodjelu nagrada HND-a (1991. i 1993.). Pokrenuo je biblioteku Nova Vukovaristika (književnost u izgnanstvu) 1993. s Vukovarcem Antom Duićem Dunjom, kroz Udrugu "Vukovar" u Puli, te biblioteke Ogledi i ogledala u Matici hrvatskoj Pula.
Knjiga Hrvarenje obuhvaća kolumne, kojima je zajednički motiv briga za nacionalnu i kulturnu sliku društva "koje nas drugim narodima i kulturama predstavlja kao jedinku, kao dio sveopćeg europskog zajedništva u kojemu Hrvatska ima svoje mjesto i gdje pripada". U pripremi za tisak mu je i novi roman o Domovinskom ratu.

## Djela
- Marušići (monografija) Buje, 1987.,[1] monografija o KUD-u "Bratstvo" iz Marušići pored Buja[2]
- Rađanje & obnavljanje (eseji, kritike, polemike) Matica hrvatska i Istarski ogranak DHK, Pula 1998., prva knjiga publicistike u Istri[1]
- Povratak (roman), 2005., prilagođen i izveden na Trećem programu Hrvatskog radija[1]
- Poljubac u leđa (drama), časopis «Rusan», Matica hrvatska, Bjelovar 2006., trebala biti izvedena u Istarskom narodnom kazalištu, ali je povučena.[1]
- Kino Pistola (publicistika) Matica hrvatska, Pula 2010.[1]
- Hrvarenje, izboru kolumni koje su od 2006. godine izlazile pod naslovom Ba(l)kanalije, a i kolumne Bestijarij i ISTRAjavanje u Glasu Istre, 2015.[2]